# Родник Коньково
Родник Коньково — гидрологический памятник природы местного значения. Находится в Тельмановском районе Донецкой области Украины возле села Коньково. Статус памятника природы присвоен решением Донецкого областного исполкома № 26 11 января 1978 года. Площадь — 0,01 га. Родник образован подземными водами которые вытекают из сарматских известняков У родника 12 источников. Ежегодно во время празднования Крещения Господня православная церковь освящает воду в роднике и проводит крестный ход возле родника.
Свято-Преображенский храм, построенный в 1846 году, находится в селе Коньково. Среди его святынь — камень с отпечатком стопы Богородицы, мироточащие иконы и источник Богородичный в 600 м от церкви. К родниковой купальне постоянно едут сотни людей. Источник славится лечебной силой. Его насыщают подземные воды сарматских известняков, которым более 13 миллионов лет. Сюда приезжают из ближайших районов Украины и России. Водоём имеет в диаметре 3-4 м, он неглубок, дно застелено клеёнкой, которая прижата камнями. К купальне ведёт вход через деревянную раздевалку. Температура воды в любое время года — + 10 С.

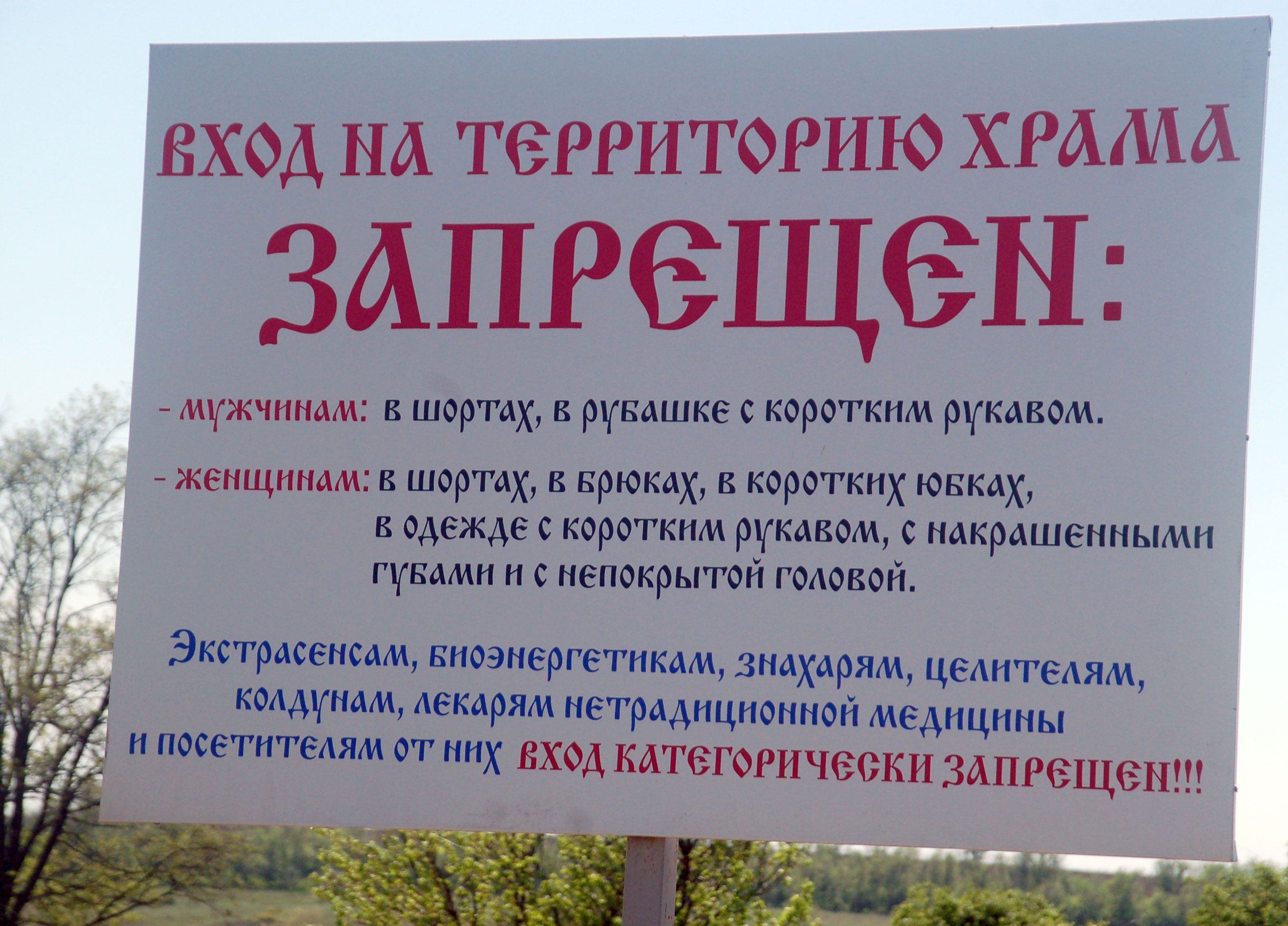
Правила посещения.
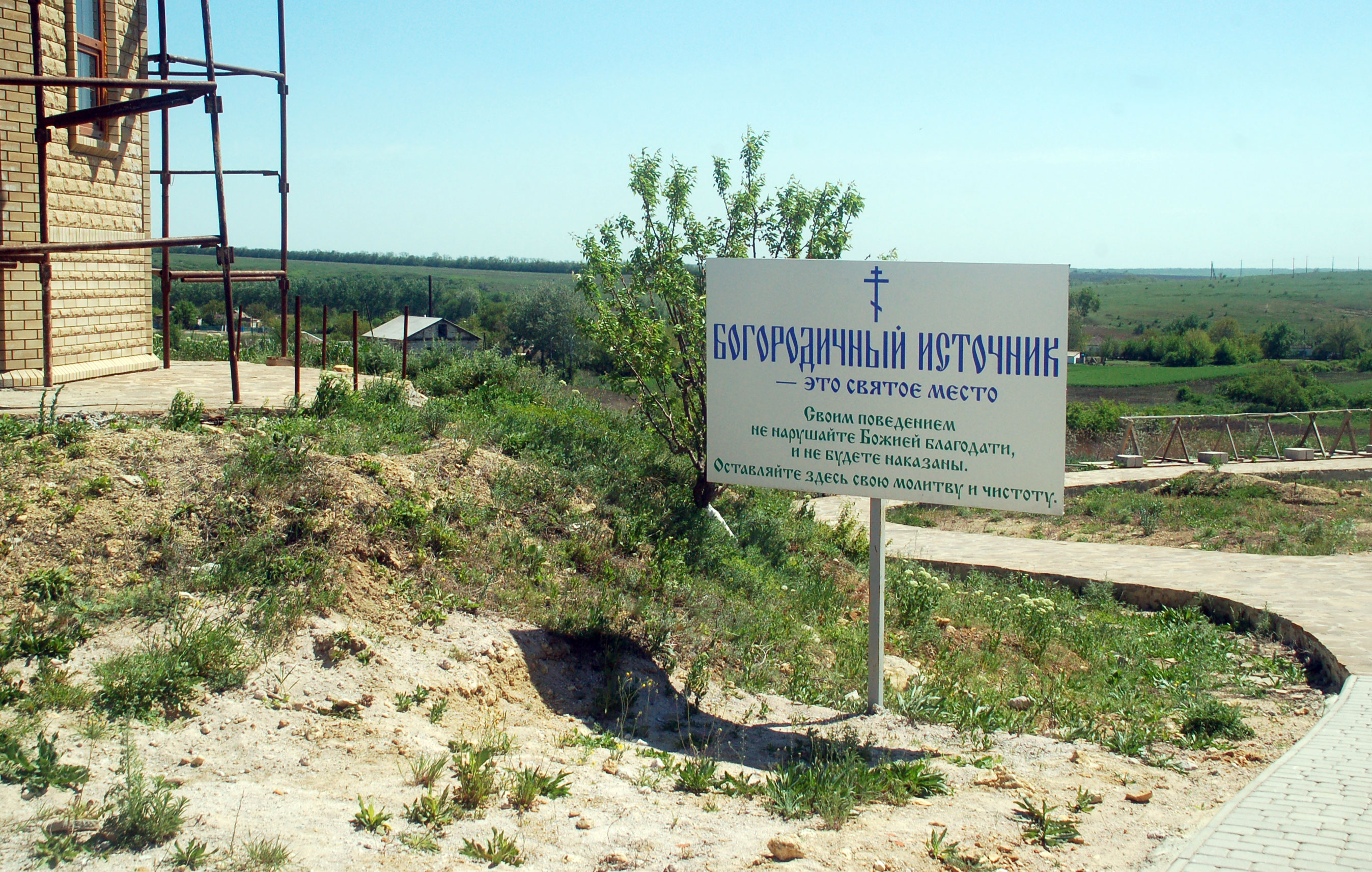
Обращение к посетителям.
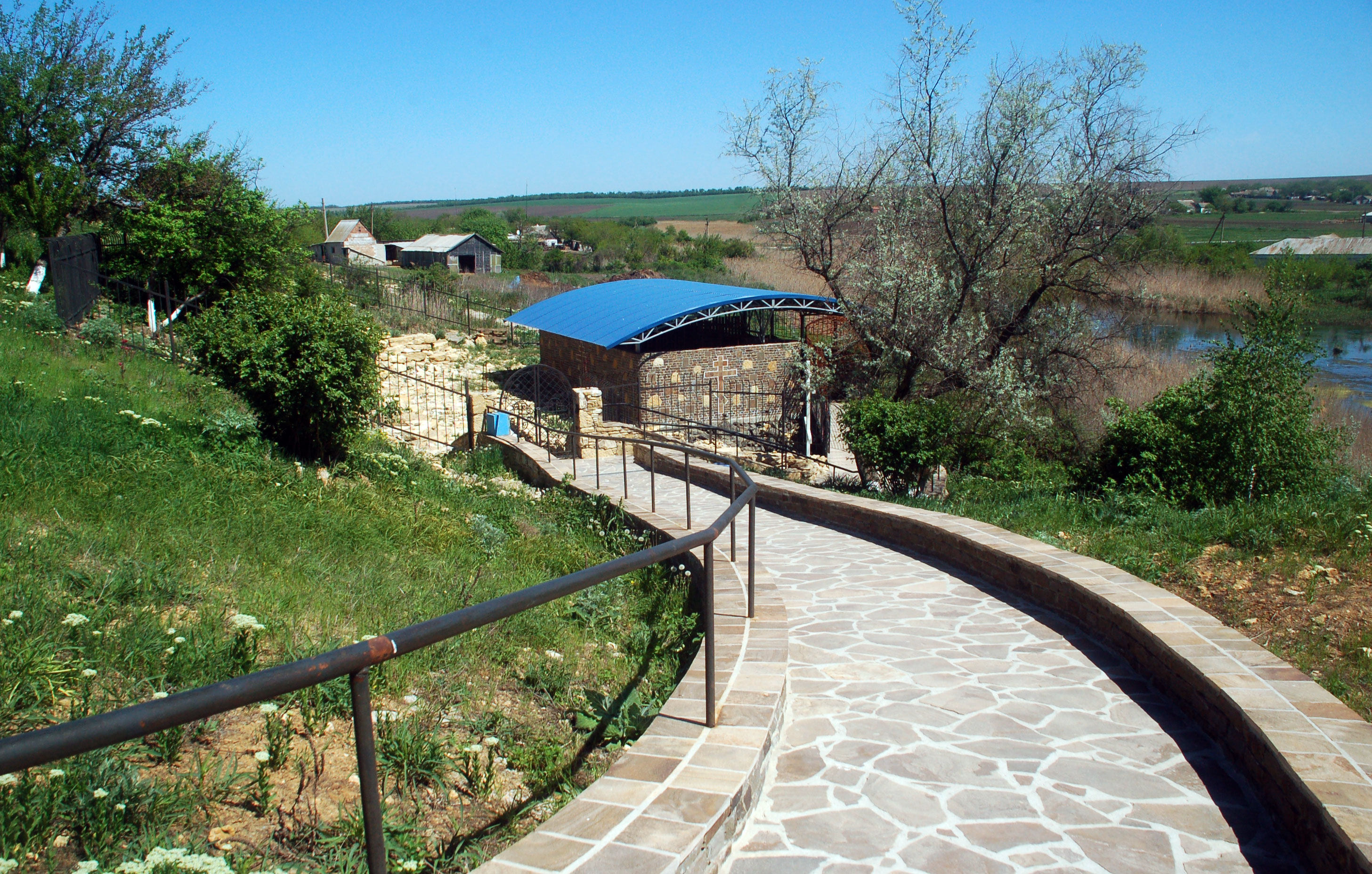
Тропинка к купели.
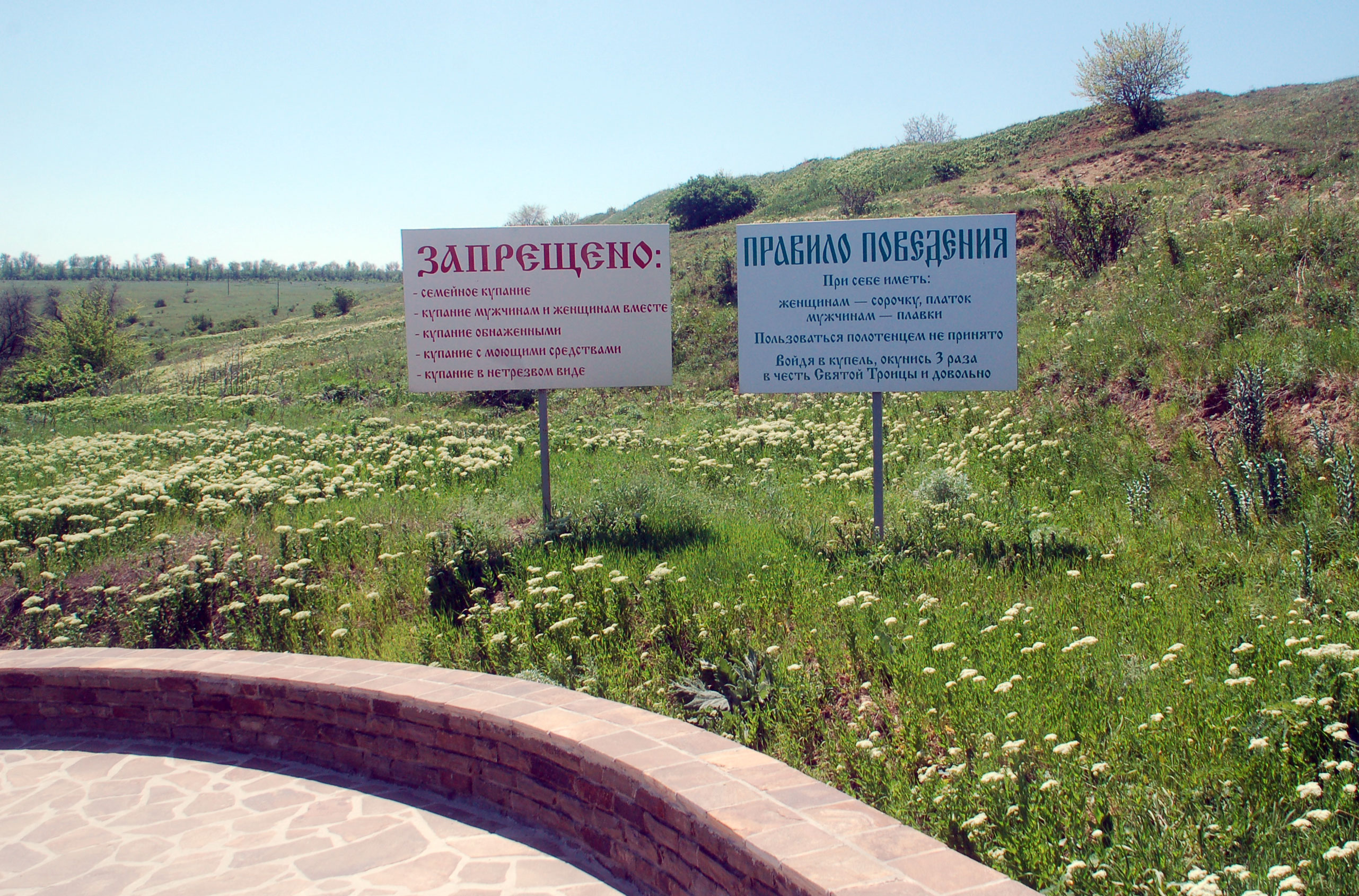
Правила поведения.

В 2010-11 годах была построена новая каменная крытая купальня с отдельными мужской и женской секциями. Теперь каждый из двух бассейнов находится в ограждённых помещениях, а в воду спускаются лестницы с деревянными ступенями. Продолжается благоустройство территории вокруг источника.

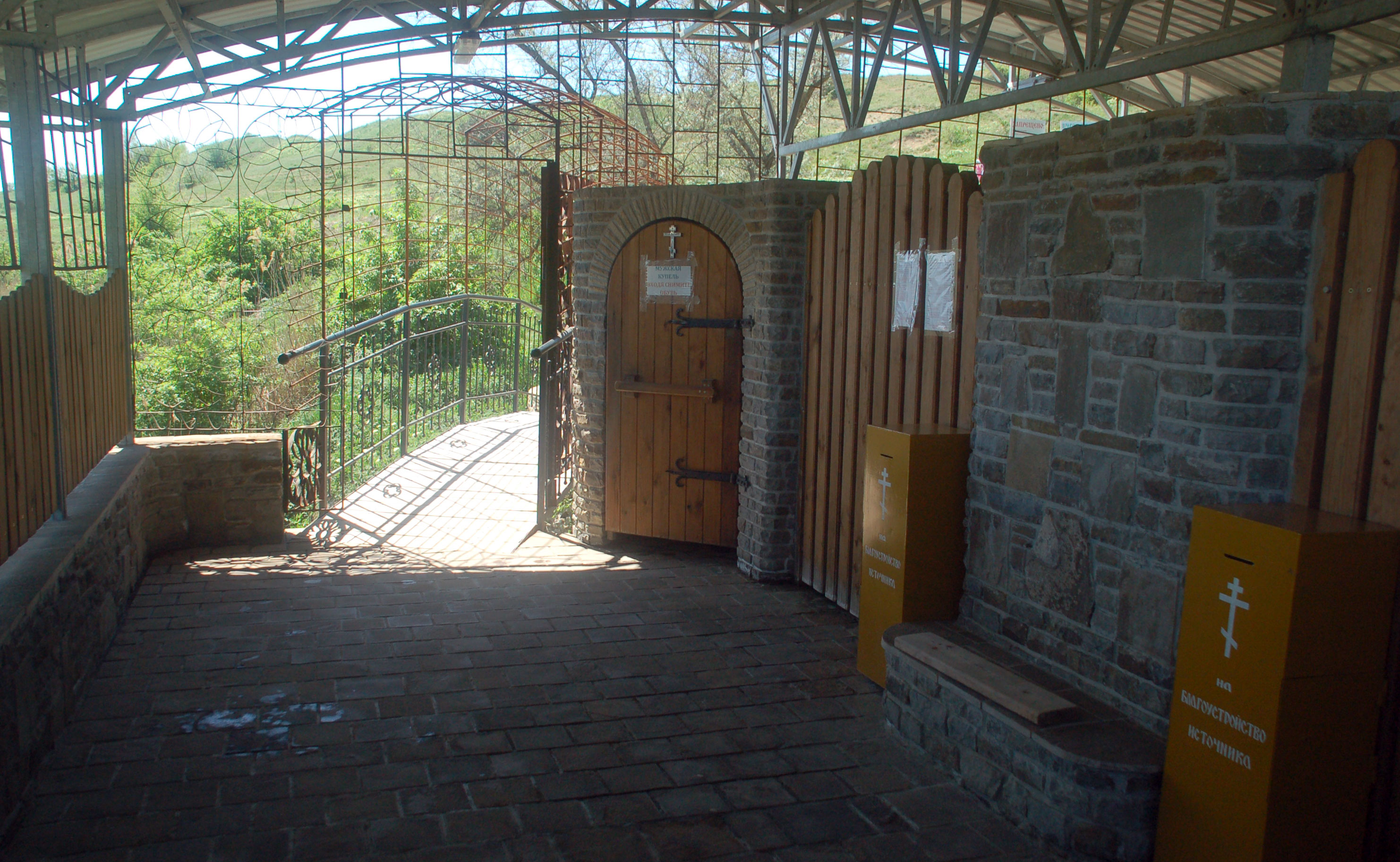
Преддверие купели.
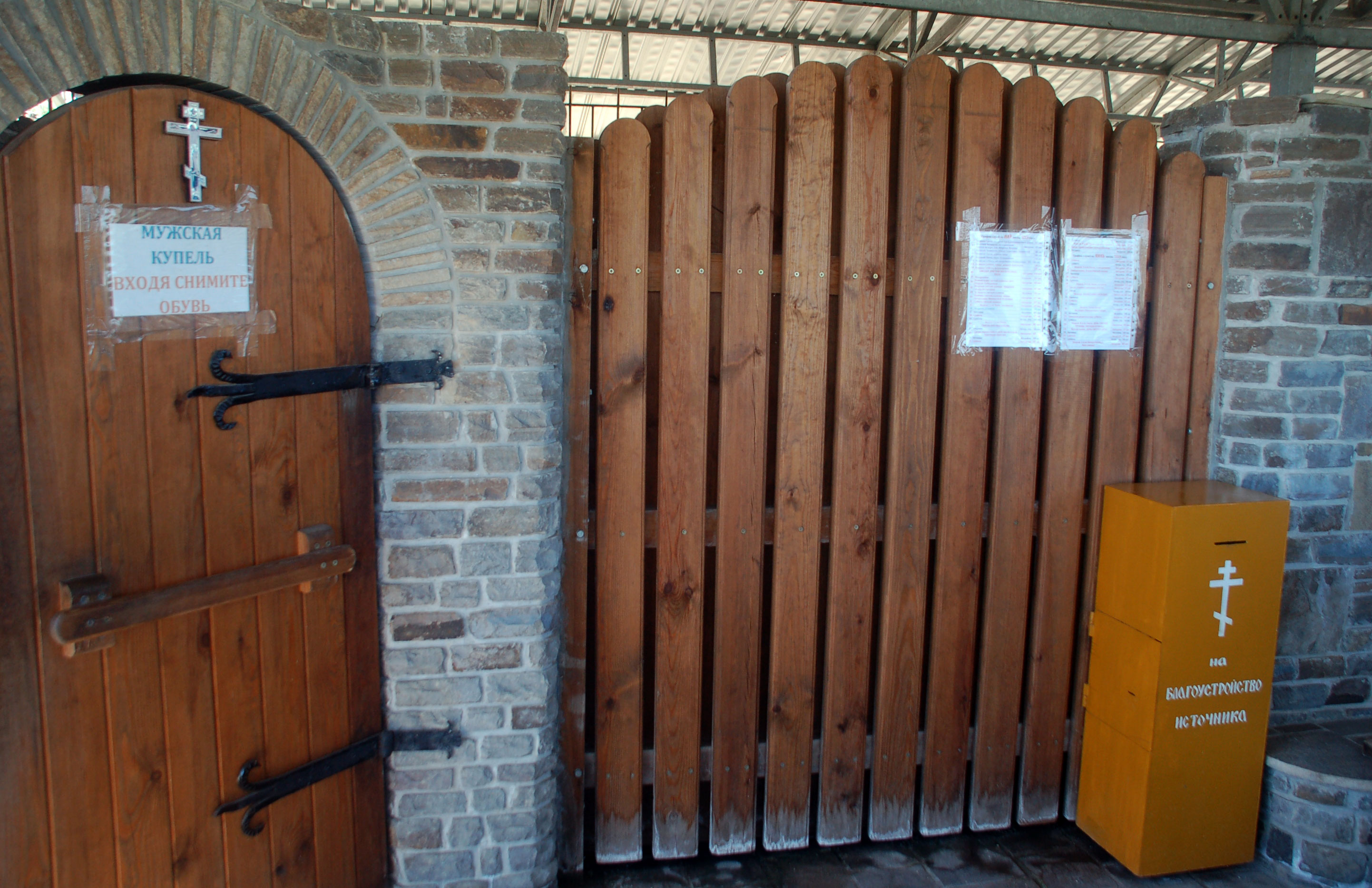
Вход в мужскую купель.
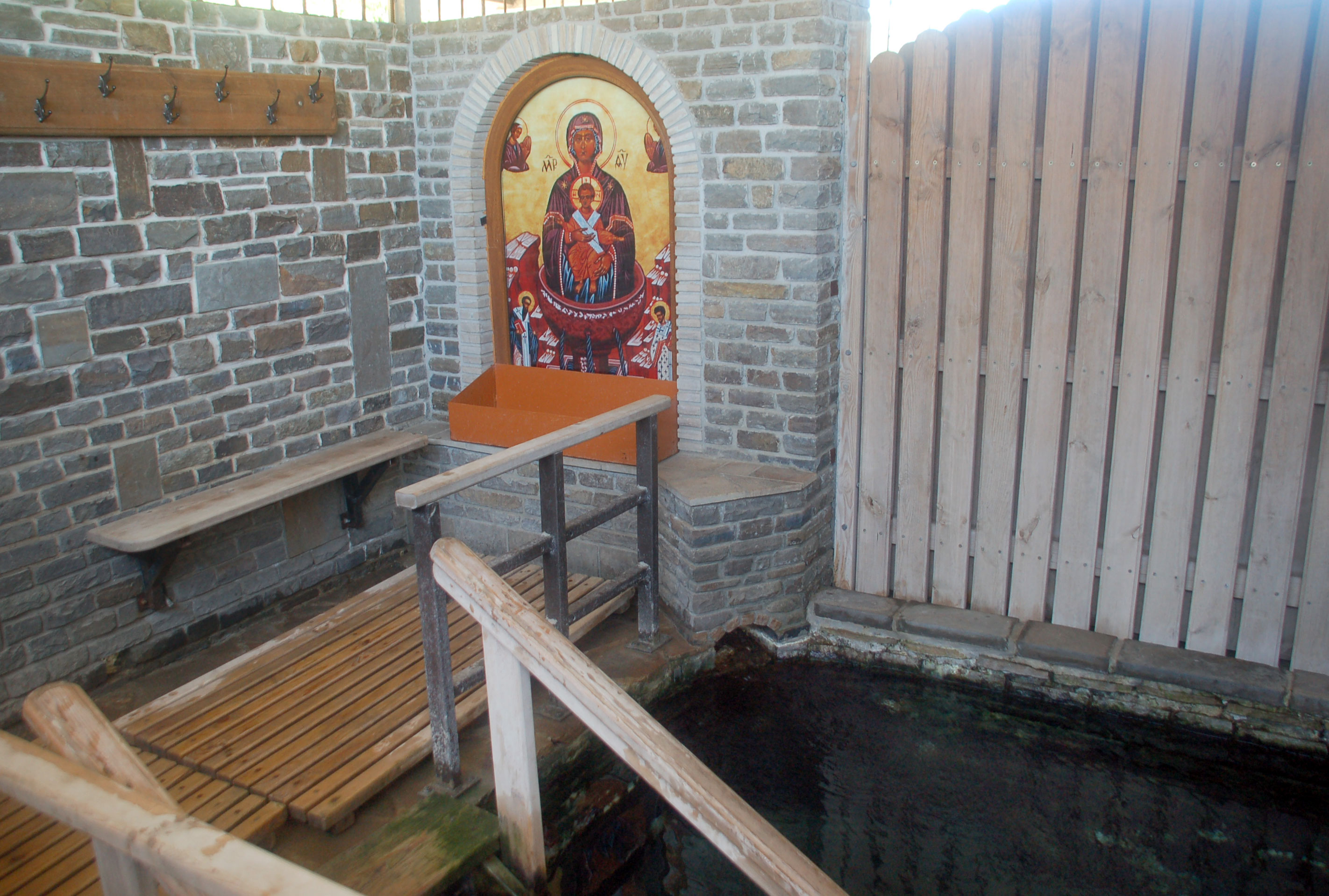
Купель.
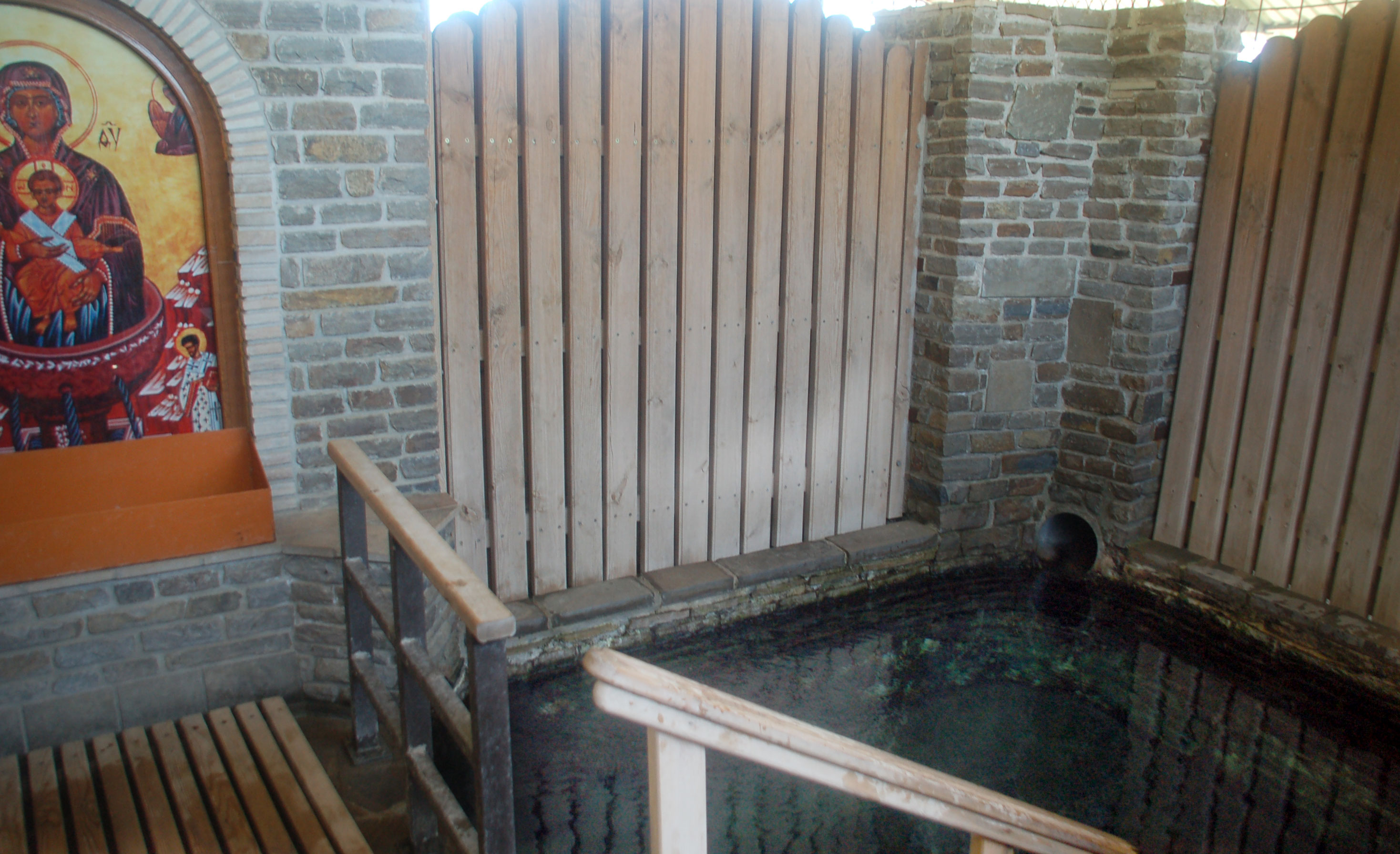
Купель.
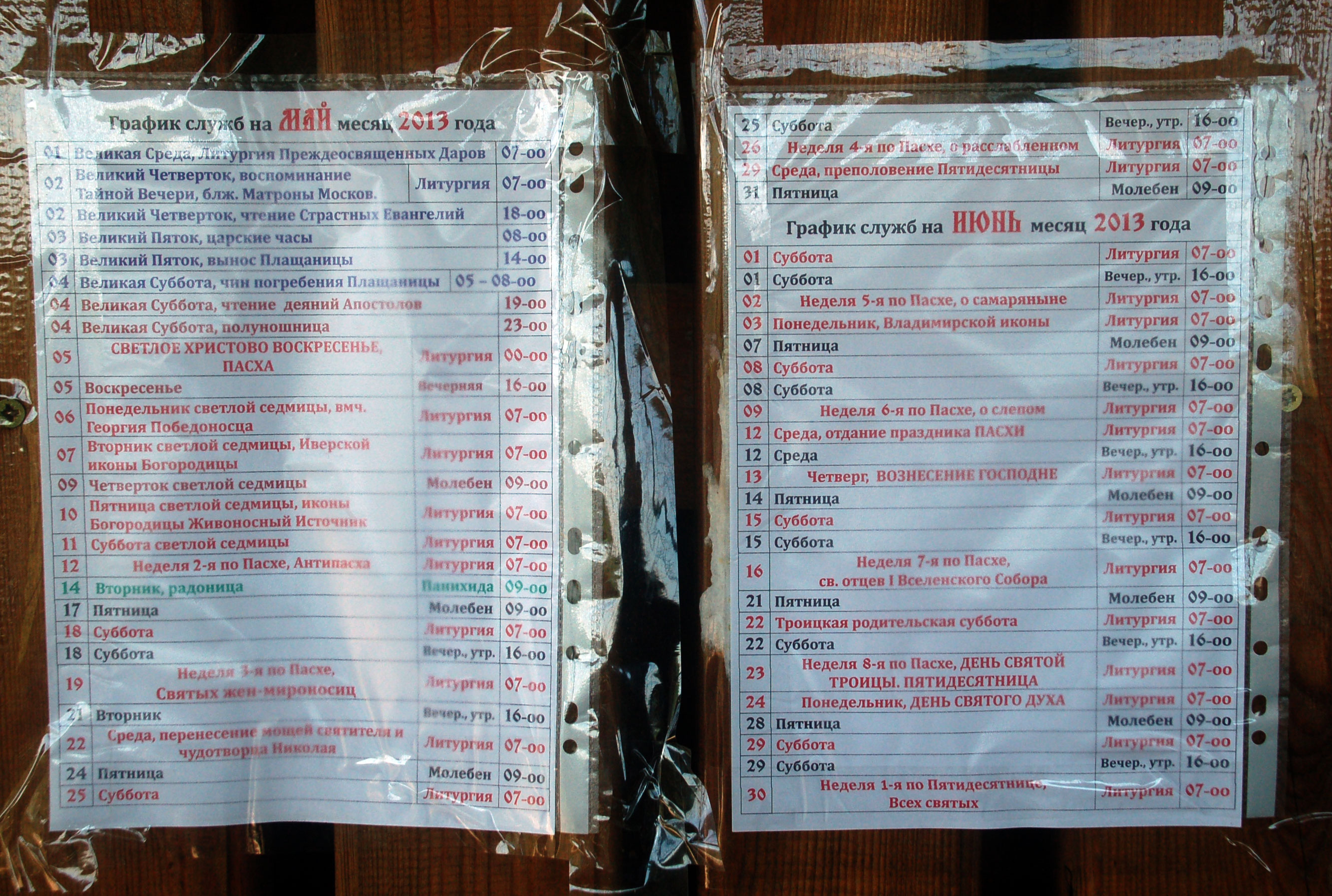
График служб.
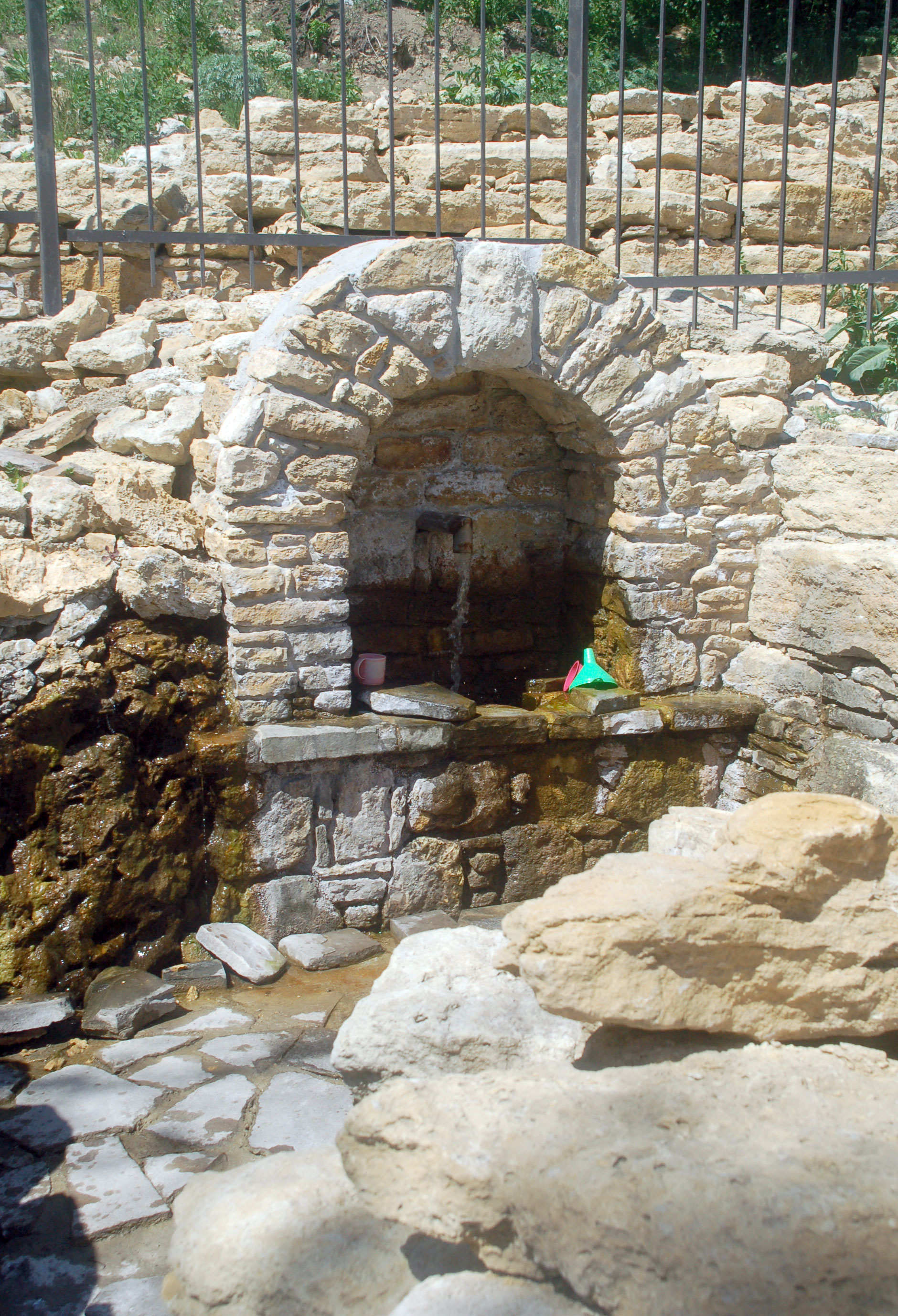
Родник.